# George Hall (cầu thủ bóng đá)
George Hall là một cầu thủ bóng đá người Anh thi đấu hơn 60 trận ở Football League cho các đội bóng như Sheffield United và Newport County.